# Pierre Carey le Pelley
Pierre Carey le Pelley (1828) fue señor de Sark entre 1849 y 1852. 

## Biografía
A la muerte de su padre, heredó junto con el título, a la edad de veintiún años, la deuda de 4000 libras que había contraído con un corsario local, John Allaire (1762-1846), para financiar la actividad minera en la isla, puso como garantía la isla de Sark y el título de señor de Sark. Cuando en 1845 se derrumbó parte de la mina, que no estaba asegurada y nunca había generado suficientes beneficios, Pierre no pudo hacer frente a los pagos de la hipoteca y se vio obligado a vender su título y el señorío a Marie Collings, hija y heredera del fallecido John Allaire, por 6000 libras. Desde entonces, los descendientes de la familia Collings ostentan el título nobiliario y los antiguos poderes relacionados con él.